# Bregmaceros neonectabanus
Bregmaceros neonectabanus is een straalvinnige vissensoort uit de familie van doornkabeljauwen (Bregmacerotidae). De wetenschappelijke naam van de soort is voor het eerst geldig gepubliceerd in 1986 door Masuda, Ozawa & Tabeta.